# Pezizales
Ordre
Pezizales est le seul ordre de champignons Pezizomycetes filamenteux (c'est-à-dire formés d'hyphes) qui regroupe notamment les pézizes mais pas uniquement. On y trouve les appellations vernaculaires Morille, Pézize, Truffe, Gyromitre et Helvelle.

## Caractéristiques
Les asques sont operculés : un clapet au sommet des cellules reproductrices permet de libérer les spores à maturité.

## Classement phylogénétique des pézizales
Trois principales lignées évolutives ont été détectés dans l'ordre : (1) Pezizaceae et Ascobolaceae, (2) Helvellaceae, Morchellaceae, Tuberaceae et Caloscypha (Otideaceae), et (3) Sarcoscyphaceae, Sarcosomataceae, Ascodes-midaceae, Glaziellaceae, Otideaceae et Pyronemataceae.

### Les trois clades de l'ordre unique des Pézizales
Les Pezizomycetes ne comprennent qu'un seul ordre, les Pezizales, qui renferme toutes les espèces avec des asques operculés. La plupart des espèces produisent des apothécies, à l'exception de genres hypogés comme Tuber qui forment des ascocarpes globuleux mais qui présentent au cours de leur formation un stade similaire aux apothécies. Les taxons prototuniciés (par exemple les Tuber) trouvent leur origine à plusieurs reprises au cours de l'évolution du clade,. Les pézizomycetes n'ont jamais été fortement soutenus dans les phylogénies ADNr, différentes études produisant des groupements à la fois paraphylétiques et monophylétiques. Ces caractères élargissent l'échantillonnage et ne fournissent qu'un soutien modéré à la création d'une classe caractéristique par ses asques operculés. Ces données ne fournissent pas un appui solide à l'existence de trois sous-clades majeurs au sein de l'ordre des Pezizales. La majorité des espèces Ascomycètes qui forment des ectomycorhizes sont membres des Pezizales, mais l'écologie et le mode définitif nutritionnel pour de nombreuses espèces de cette classe ne sont pas bien caractérisés et sont largement extrapolés à partir des autres taxons. S'appuyant sur leur large éventail d'habitats (par exemple les forêts, l'aménagement paysager en milieu urbain, etc.), les substrats (par exemple le sol, le bois, la bouse de vache, etc.) et les stratégies de développement (par exemple la dépendance des forêts anciennes, la fructification après les incendies, etc), les Pezizales englobent probablement toute une gamme de saprophytes aux écologies ectomycorhiziennes similaires aux Agaricales.

### Phylogramme des Pézizales
- - Pezizales
  - Clade 1
    - Pezizaceae
      - Clades 1 à 7 - Petites pézizes

    - Ascobolaceae

  - Clade 2
    - Helvellaceae
    - Discinaceae - Gyromitre
    - Morchellaceae
      - Disciotis sp. -  Pézize veinée
        - Verpa sp.
          - Morchella rufobrunnea - Mexique  - MRCA
            - Morchella sp.
            - Clade esculenta  Morilles blondes
            - Clade elata - Morilles noires

    - Tuberaceae - Truffes

  - Clade 3
    - Sarcoscyphaceae
    - Sarcosomataceae
    - Ascodesmidaceae
    - Glaziellaceae
    - Otideaceae
    - Pyronemataceae

## Classement classique des Pezizales
Selon ITIS:
- genre Orcadia G. K. Sutherl.
- famille Ascobolaceae Boud. ex Sacc., 1884
- famille Ascodesmidaceae J. Schröt., 1893
- famille Caloscyphaceae Harmaja, 2002
- famille Carbomycetaceae Trappe, 1971
- famille Discinaceae Benedix, 1961
- famille Glaziellaceae J.L. Gibson, 1986
- famille Helvellaceae Fr., 1823
- famille Karstenellaceae Harmaja, 1974
- famille Morchellaceae Reichenb., 1834
- famille Pezizaceae Dumort., 1829
- famille Pyronemataceae Corda, 1842
- famille Rhizinaceae Bonord., 1851
- famille Sarcoscyphaceae LeGal ex Eckblad, 1968
- famille Sarcosomataceae Kobayasi, 1937
- famille Tuberaceae Dumort., 1822